# Bonobo (musicista)
Simon Green, meglio conosciuto come Bonobo (Brighton, 30 marzo 1976), è un musicista, disc jockey e producer britannico.
Green ha registrato e suonato come DJ con il nome di Barakas, e insieme a Robert Luis nei Tru Thoughs con l'appellativo di Nirobi e Barakas.

## Carriera
La sua prima pubblicazione risale al 1999 con il brano Terrapin contenuto nella compilation When Shapes Join Together dell'etichetta Tru Thoughts.
Nel Luglio 2000 pubblica il suo album di debutto Animal Magic nel 2000. L'album, scritto, prodotto e arrangiato da Green, ottiene buone recensioni da parte della critica.
Nel 2001 Bonobo firma per la Ninja Tune e nel 2003, dopo un remix album uscito per Tru Thoughts nel 2002, pubblica Dial 'M' For Monkey. Nel 2005 contribuisce alla raccolta di DJ mix Solid Steel, con It Came From The Sea.
Il terzo album in studio dell'artista, Days to Come, è stato pubblicato il 2 ottobre 2006, anticipato dal singolo Nightlite in collaborazione con Bajka. Lo stesso singolo sarà poi presente nella colonna sonora del film del 2008 L'onda. L'album è stato votato miglior album del 2006 dagli ascoltatori della trasmissione radiofonica di Gilles Peterson (BBC).
Il brano The Keeper, realizzato in collaborazione con la cantante Andreya Triana, è stato pubblicato nel settembre 2009 come primo singolo del suo quarto album in studio Black Sands, pubblicato nel marzo 2010.
Nel febbraio 2012 Green ha pubblicato il remix album Black Sands Remixed. A remixare i brani di Black Sands, tra gli altri, i producers Machinedrum, Lepalux, Floating Points e Mark Pritchard.
Il primo singolo di lancio del successivo album di Bonobo, "Cirrus" venne presentato nella trasmissione di Gilles Peterson su BBC Radio 6 il 19 gennaio 2013.
L'album, The North Borders è stato pubblicato il 1 aprile 2013. Ha raggiunto la posizione #29 della Official Albums Chart.
Durante il tour promozionale dell'album sono state registrati gli spettacoli tenuti dalla band al Roundhouse e alla Pula Arena di Londra. Queste registrazioni compongono l'album live di Bonobo, The North Borders Tour - Live..
Nel gennaio 2016, Green ha annunciato su Twitter di voler pubblicare un nuovo album nello stesso anno. Bonobo pubblica il sesto album in studio Migration nel gennaio 2017, anticipato dai singoli Kerala, Break Apart (feat. Rhye) e No Reason (feat. Nick Murphy).

## Stile
Bonobo usa una grande varietà sperimentale nella sua musica e spesso complesse combinazioni di bassi. La sua musica si sviluppa generalmente in modo lineare - con nuovi elementi come bassi o percussioni che si susseguono. In Days to Come, mixa questo sottofondo con la voce pulita e distinta di Bajka, che utilizza spesso le armonie per costruire un suono variegato.
Nonostante i tour come solista, e le performance come DJ, dal 2004 Bonobo sceglie di seguire la corrente dell'elettronica suonata con una band completa. La band suona dal vivo interpretando il materiale preparato in studio, con un cantante, un pianista, un chitarrista, un sassofonista, strumenti a corda, effetti elettronici e batteria. Simon Green suona principalmente il basso, e guida la band dal centro della stessa.

## Album
Studio
- 2001 - Animal Magic (Tru Thoughts; reissue 2001 Ninja Tune)
- 2003 - Dial 'M' for Monkey (Ninja Tune)
- 2006 - Days to Come (Ninja Tune)
- 2010 - Black Sands (Ninja Tune)
- 2013 - The North Borders (Ninja Tune)
- 2017 - Migration (Ninja Tune)
- 2022 - Fragments (Ninja Tune)

Altro
- 2002 - One Offs... Remixes & B-Sides (Tru Thoughts)
- 2002 - Sweetness
- 2005 - Bonobo Presents Solid Steel: It Came From The Sea
- 2012 - Black Sands Remixed
- 2013 - Late Night Tales
- 2014 - The North Borders Tour - Live

Singoli ed EP
- 2000 - Scuba EP (Fly Casual Recordings)
- 2000 - Terrapin (12", Single) (Tru Thoughts)
- 2000 - Silver (7", Single, Ltd) (Tru Thoughts)
- 2001 - Pilote vs. Bonobo - Turtle (Certificate 18)
- 2001 - Kota (7", Single) (Tru Thoughts)
- 2001 - The Shark EP (12", EP) (Tru Thoughts)
- 2003 - Flutter (Ninja Tune)
- 2003 - Pick Up (Ninja Tune)
- 2005 - Live Sessions (Ninja Tune)
- 2006 - Nightlite (Ninja Tune)
- 2008 - Between The Lines / Recurring (Remixes) (Ninja Tune)
- 2009 - Bonobo feat. Andreya Triana - The Keeper (Ninja Tune)
- 2010 - Bonobo feat. Andreya Triana - Stay The Same (Ninja Tune)
- 2010 - Bonobo feat. Andreya Triana - Eyesdown (Ninja Tune)
- 2013 - Cirrus (Ninja Tune)
- 2013 - First Fires (Ninja Tune)
- 2014 - Flashlight EP (Ninja Tune)
- 2014 - Ten Tigers (Ninja Tune)
- 2014 - Get Thy Bearings (10", Ltd, Cle) (LateNightTales)
- 2017 - Bambro Koyo Ganda EP (Ninja Tune)